# 800 Kressmannia
800 Kressmannia este un asteroid din centura principală, descoperit pe 20 martie 1915, de Max Wolf.